# 苏瓦兹
苏瓦兹（法語：Soize，法語發音：[swaz]）是法国上法蘭西大區的一个市镇，属于拉昂区。

## 地理
苏瓦兹（49°42'5"N, 4°5'4"E）面积5.91 平方千米，位于法国上法蘭西大區埃纳省，该省份为法国北部内陆省份，北起北部省，西接索姆省和瓦兹省，东临阿登省和马恩省，西南至塞纳-马恩省，东北部与比利时接壤。
与苏瓦兹接壤的市镇（或旧市镇、城区）包括：谢里莱罗祖瓦、蒙科尔内、蒙卢埃、努瓦尔库尔、塞尔河畔罗祖瓦、圣热讷维耶沃、万西-勒伊和马尼。
苏瓦兹的时区为UTC+01:00、UTC+02:00（夏令时）。

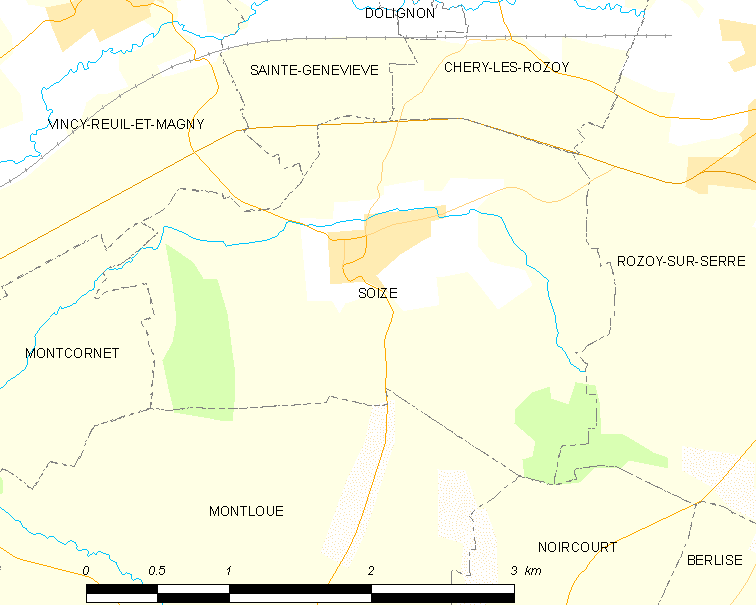
苏瓦兹的OSM定位图

## 行政
苏瓦兹的邮政编码为02340，INSEE市镇编码为02723。

## 政治
苏瓦兹所属的省级选区为韦尔万县。

## 人口

1962-2008年间苏瓦兹人口变化图示

苏瓦兹于2022年1月1日时的人口数量为96人。